# Asperula peloritana
Asperula peloritana är en måreväxtart som beskrevs av C.Brullo, Brullo, Giusso och Scuderi. Asperula peloritana ingår i släktet färgmåror, och familjen måreväxter. Inga underarter finns listade i Catalogue of Life.